# تاكاهارا نيشينو
تاكاهارا نيشينو (باليابانية: 西野 貴治) (14 سبتمبر 1993 في إباراكي في اليابان – )؛ هو لاعب كرة قدم ياباني سابق كان يلعب كمدافع.

## وصلات خارجية
- تاكاهارا نيشينو على موقع رابطة كرة القدم اليابانية للمحترفين (اليابانية)
- تاكاهارا نيشينو على موقع قاعدة بيانات كرة القدم.إي يو (الإنجليزية)
- تاكاهارا نيشينو على موقع Soccerway.com (الإنجليزية)
- تاكاهارا نيشينو على موقع عالم كرة القدم.نت (الإنجليزية)
- تاكاهارا نيشينو على موقع كووورة